# Arild Helleland
Arild Helleland född 29 november 1949 i Ullensvang, Hardanger, är en norsk operasångare (tenor).

## Biografi
Helleland var elev till bland andra Christa Ludwig och Nicolai Gedda. Från 1989 var han fast anställd vid Den Norske Opera och från 1994 vid Deutsche Oper Berlin. Han har haft framgång bland annat som Mime i Rhenguldet och Siegfried. Han tilldelades Kritikerprisen 1994/95. Helleland mottog Kirsten Flagstads pris 1997.
Helleland har också deltagit i filminspelningar, bland annat tillsammans med Håkan Hagegård.

## Diskografi
- 1993 – Ingvar Lidholm - Ett drömspel
- 1993 – Edvard Fliflet Bræin - Anne Pedersdotter
- 2002 – Barneoperaen dokkedoktoren

## Filmografi
- 1983 – Carmen
- 1995 – Rucklarens väg